# Résolution de conflit
Pour les articles homonymes, voir Résolution.
 (août 2022).
La résolution de conflit est un concept lié aux relations humaines, principalement au management et aux outils d'aide à la prise de décision. Elle consiste à choisir une solution à un affrontement et à la mettre en œuvre. En pratique judiciaire ou étatique, on parle de modes alternatifs de résolution des conflits. Un conflit naît de l'interaction de personnes percevant des oppositions de buts.
Il faut analyser :
- la source du conflit et sa nature,
- les personnalités impliquées,
- les enjeux (urgence, etc.).

Attendre peut empirer la situation. Les conflits peuvent être interpersonnels, intragroupes ou intergroupes. Selon Serge Espoir Matomba, les conflits sont inévitables et font partie du processus de changement. Ils suivent cinq phases : perceptions, émotions, comportement manifeste, tentatives de résolution, et conséquences. La résolution de conflit se distingue de la Résolution de problème par son aspect relationnel.

## Prévention
Faire la morale n'est généralement pas efficace. Cela comporte implicitement un jugement moral (un jugement de valeur) qui risque de heurter l'ego d'un allié potentiel. Prévenir les conflits consiste donc à former les personnes à des approches de sensibilisation aux différents modes de fonctionnement humain. Les méthodes peuvent varier entre philosophiques, psychologiques, religieuses, relationnelles et juridiques. Ces approches ont pour but principal de doter les participants d'un référentiel culturel commun. Ainsi en va-t-il de formations à l'esprit d'entreprise dans les organisations, de développement personnel, etc.
Les approches les plus répandues en matière de résolution des conflits ont pour objectif de doter chacun(e) de savoir-faire comportementaux de contrôle de soi et de compréhension des autres.

## Conflits et groupes

### Groupe
En psychologie sociale, un groupe est un ensemble d'individus ayant entre eux des relations réciproques, réunis sur la base de critères qui peuvent être :
- la poursuite d'un but commun (comme dans une associations) ;
- un sentiment d'interdépendance (comme dans une familles) ;
- des relations affectives (comme entre amis).

En cas de conflit, il faut analyser le critère d'origine du groupe qui pourrait être à l'origine de ce dysfonctionnement. Dans ce cas, il existe des conflits :
- constructifs : lorsqu'ils entraînent de l'expérience qui permet d'éviter les futurs conflits. Ce qui entraîne un climat coopératif lorsqu'il :
  - place les buts du groupe avant les objectifs personnels,
  - améliore le niveau des évaluations,
  - est source de production d'idées créatives,
  - permet le réexamen des opinions et des buts,
  - permet l'accroissement des prises de risques,
  - augmente la cohérence du groupe.
- destructifs : lorsqu'ils entraînent un climat compétitif.

On peut voir les conflits comme des mécanismes de régulation, inévitables mais qu'il faut affronter et qui doivent être néanmoins le moins visibles pour l'extérieur (comme dans le problème de la qualité).

### Nature des conflits

#### John Gottman
Deux types de conflits sont distingués, selon le chercheur John-M Gottman (en) :
- conflits de situation : le conflit porte sur un ou des aspects (valeur(s), besoins et priorités, règles, choix des critères…). Mais la relation à l'autre n'est pas en cause.
- conflits de personne : la personnalité tout entière de l'autre est remise en cause. L'autre n'est pas ou n'est plus apprécié. (Préjugé sur l'autre; cumul de plusieurs conflits de situations, jamais évoqués ou mal résolus avec l'autre; légitimité d'appartenance, de qualification…)[6].

#### Philippe Detrié
En relation clientèle, Philippe Detrié établit une nature des conflits en fonction d'une nomenclature typologique des mécontentements. Il y a donc quatre types de clients mécontents selon cet auteur :
- Affectif
- Procédurier
- Opportuniste
- Sincère[7].

## Moyens mis à disposition du manager pour résoudre les conflits

### Modes de résolution des conflits
La résolution d'un conflit ne peut être envisagée en dehors du conflit lui-même : sa nature, ses causes, les personnes qui le vivent, le contexte dans lequel il se passe, etc. Tout mode de résolution qui serait proposé de manière transversale, sans tenir compte des spécificités internes à la situation conflictuelle ne saurait être efficace.

#### Négociation
La négociation est une manière de considérer l'approche d'un conflit au travers de l'idée que le différend repose sur des problématiques négociables. Elle consiste en une prise en charge de la relation fondée sur les intérêts ou les enjeux ; c'est une pratique pour concilier des points de vue opposés. Elle possède plusieurs dimensions :
- distributive (ce que l'un gagne, l'autre le perd) : permet que la négociation soit profitable pour tous et fait qu'elle soit un jeu équitable
- intégrative : elle doit intégrer la problématique et la vision du litige des autres acteurs en opposition (résoudre ensemble le conflit sans gagner le maximum)
- contributive : elle vise, après une médiation, à permettre aux parties de s'engager dans le soutien de l'autre partie[8].

#### Conflits de lois et conflits d'intérêts
Il convient de faire abstraction des conflits de lois, désignant une opposition ou une contradiction entre des textes législatifs issus de systèmes juridiques concurrents et du conflit d'intérêts ; lequel est fondé sur des relations économiques, avant d'être sur le terrain de l'affectivité relationnelle. Mais cela ne suffit pas.

#### Perspectives sur la résolution des conflits
La façon dont est envisagée l'action même de la résolution des conflits va dépendre aussi de la place qu'on accorde au conflit dans la dynamique relationnelle. Deux points de vue s'opposent :
- le conflit est considéré comme une sorte de catastrophe qui intervient dans le cours d'une relation harmonieuse ; dans ce cas, le « résoudre », c'est le contrer, le vaincre, l'éliminer (quitte à ce qu'il revienne plus tard, similaire ou sous une autre forme)
- ou bien les conflits « ne sont pas des aberrations de la communication interpersonnelle mais une de leurs issues possibles au même titre que la bonne entente […] et qu'il est tout aussi normal de se disputer que de vivre en harmonie »[9]

#### Méthodes et outils de gestion des conflits
Dans le premier cas, des méthodes ponctuelles sont mises en œuvre pour combattre un phénomène qui se produit à un moment donné. Dans le second cas, des outils de gestion à long terme sont mis en place. Résoudre un conflit est avant tout permettre aux protagonistes de comprendre ce qu'ils vivent et les aider à trouver en eux-mêmes et par eux-mêmes les solutions pour le gérer et en maîtriser les effets dans l'instant de la crise, mais aussi chaque fois que des problèmes ou des souffrances surgiront.

### Cadre hiérarchique lui permettant d'avoir un pouvoir d'influence sur ces salariés
Le pouvoir se définit comme la capacité de A d'obtenir que B fasse quelque chose qu'il n'aurait pas fait sans l'intervention de A.
Deux sortes de pouvoir sont distingués :
- le pouvoir de coercition, avec l'emploi possible de la force ;
- le pouvoir d'influence, dont les pouvoirs de position (hiérarchie), de récompense (reconnaissance ou avantage tangible), de connaissance (compétence, information), d'autorité naturelle (charisme).

### La négociation, un outil efficace de la résolution des conflits
La négociation est un processus de communication visant à conclure un accord entre parties aux intérêts opposés. Elle cherche un juste équilibre plutôt qu'une équité mathématique. La négociation peut impliquer un médiateur et se concentre sur la recherche d'un accord plutôt que sur des règles fixes.
Elle peut servir de stratégie psychologique pour déstabiliser l'adversaire, et certains éléments ne doivent pas être négociables : valeurs morales, passé et objectifs. Une négociation efficace nécessite d'identifier et de surmonter les obstacles, comme les émotions ou le manque de respect des principes.
Le processus inclut le diagnostic, la préparation, la discussion et la conclusion, tout en prenant en compte la peur de perdre la face et en utilisant des outils procéduraux et comportementaux.

### Les actions que le manager doit éviter
Fuir : cela reviendrait à rajouter de l’huile sur le feu et devenir partie intégrante du conflit. Ce dernier doit être capable d’assurer le bon fonctionnement de son entreprise et le respect des règles et de chacun. Il en va donc de sa responsabilité et de sa crédibilité en tant que cadre.
Prendre parti : le manager doit se positionner en arbitre et savoir prendre du recul afin de rester le plus neutre et factuel possible. Cela induit qu’il doit savoir prendre les mesures qui s’imposent.
Riposter sans négocier : le conflit n’est pas souvent de nature personnelle, c’est pourquoi vous ne devez pas entrer vous-même dans ce conflit en répondant du tac au tac à l’un ou à l’autre. Apprenez à écouter, à prendre de la hauteur et à négocier.

## Les différentes méthodes et approches de la résolution des conflits

### Méthodes et moyens
Il existe plusieurs méthodes pour surmonter un conflit. Le choix sera effectué en fonction de la volonté de résolution des parties, de l’importance du conflit et de la présence ou non de tiers (juge, arbitre, avocats, etc.). En voici quelques-unes :
Le recours hiérarchique : Cette méthode permet de résoudre un problème rapidement et sans discussion. Comme le nom l’indique, il s’agit de faire appel à un supérieur hiérarchique qui va trancher de manière autoritaire et définitive. Cela permet de résoudre un problème dans l'immédiat mais crée des frustrations, sources de futurs conflits. Cette méthode est très courante dans les conflits internes aux organisations mais inutilisable dans les conflits entre personnes ou organisations qui n'ont pas de relation hiérarchique.
Le recours au tribunal : une ou des parties assignent ses adversaires au tribunal, avec ou sans le secours d'un conseil (avocat, conseiller juridique,...). La décision appartient au juge et s'impose aux parties. Les procédures judiciaires sont longues (plusieurs années) et peuvent être coûteuses quand elles nécessitent des expertises et/ou si les parties payent les services de conseils.
L’arbitrage : les parties choisissent un tiers, l'arbitre, qui va prendre une décision vis-à-vis du conflit ; sa décision fait loi pour les parties. Cette méthode implique que les parties choisissent l'arbitre ; dans les contrats commerciaux, l'arbitre est souvent désigné à l'avance et s'impose donc aux parties en cas de conflit. Si un conflit naît sans qu'il ait été prévu d'arbitre, il va falloir que les parties se mettent d'accord pour le désigner, ce qui va nécessiter que les parties soient au moins d'accord sur ce point.
La conciliation :
- conventionnelle : les parties désignent un conciliateur qui va proposer une solution au conflit. Les parties sont libres d'accepter la solution ou non.
- judiciaire : le même système mais le conciliateur est nommé par un juge.

La médiation : Cette méthode nécessite que les parties aient envie de se rencontrer autour d'une table car la médiation se met en place seulement si les parties y consentent. Le médiateur est un intermédiaire qui agit pour faciliter la discussion et pour rapprocher le point de vue des parties. Il est neutre, indépendant et impartial. Le plus souvent, il n'a pas la responsabilité de proposer des solutions, il doit amener les parties à proposer les leurs. Les parties ne sont pas tenues d'adhérer aux solutions proposées ; c'est pourquoi les solutions retenues sont souvent formalisées dans un protocole d'accord où les parties s'engagent à réaliser les actions qui leur sont demandées. Comme l'issue du conflit est décidée par les parties, sa mise en œuvre en est facilitée.
Les échanges au cours de la médiation sont confidentiels et ne peuvent pas être réutilisés en cas de poursuite du conflit devant la justice.
La négociation :
- directe : les parties cherchent à s'entendre elles-mêmes, sans intermédiaire ;
- indirecte : une partie au moins engage un tiers négociateur qui va mener les négociations à sa place.

La négociation est une véritable prise en charge du conflit par les parties, une solution pour concilier les points de vue opposés.
La négociation présente trois inconvénients :
- elle implique un investissement psychologique énorme et constant : négocier consiste à se confronter à des exigences a priori irréconciliables avec les siennes et à trouver un terrain d'entente par la présentation d'arguments destinés à convaincre, ceci dans une situation émotionnellement tendue.
- l'issue est incertaine : les parties peuvent se retrouver dans une position de gagnant / perdant ou gagnant / gagnant. Si une partie estime que l'issue est déséquilibrée, cela crée de la frustration qui risque d'engendrer de futurs conflits.
- le temps pour trouver un accord peut être long : la négociation dure jusqu'à ce que les parties trouvent un accord ou conviennent d'arrêter la négociation.

Il existe différentes techniques de négociation, dont :
La technique des pivots, qui consiste à faire croire à la partie adverse que l’on donne beaucoup d’importance à un sujet, celui-ci n’étant en fait que secondaire. L’objectif est de l’amener à avoir suffisamment envie de « gagner » sur ce point précis pour concéder des contreparties importantes.
Les techniques de maniement du temps, qui consistent à jouer sur la durée de négociation pour « user » l’adversaire. Les contraintes de temps se superposent pour le déstabiliser.
La technique « point par point », qui consiste à découper la négociation point par point, thème par thème et à chercher des séries de compromis.
La technique des jalons, qui consiste à faire admettre des points sans rapport avec le thème principal de la négociation pour finalement raccorder tous ces « petits jalons » et mettre l’adversaire devant le fait accompli. C’est une technique ici, à orientation intégrative. Le désaccord n’est jamais ouvert.
La technique des quatre marches, qui a pour objectif d’évoquer les solutions de manière progressive. Il s’agit de présenter d’emblée quatre solutions, la première solution est au-delà de son propre seuil de rupture, elle est beaucoup trop avantageuse pour l’autre et dramatique pour soi. La seconde est peu avantageuse mais acceptable pour soi et excellente pour l’autre. La troisième est l’inverse de la seconde solution et la quatrième est l’inverse de la première solution : idéale pour soi et inacceptable pour l’autre. La technique consiste à présenter la première solution de manière à l’éliminer pour son côté injuste puis à détruire la solution suivante à l’aide d’arguments solides. Enfin, il ne reste que les deux dernières solutions, la troisième apparaissant comme le compromis.
Les conflits peuvent se résoudre par la prévention, c’est-à-dire avant leur formation, en formant les individus à la psychologie humaine et à la sensibilisation aux différents modes de fonctionnement humain. Les méthodes sont très variées.
Ces approches ont pour but principal de doter les participants d'un référentiel culturel commun. Ainsi en va-t-il de formations à l'esprit d'entreprise dans les organisations, de développement personnel, etc.
Les approches les plus répandues pour anticiper les conflits ont pour objectif de doter tout un chacun de savoirs et de savoir-faire comportementaux pour le contrôle de soi et de compréhension des autres.
Les entreprises peuvent anticiper le problème en mettant en service, par exemple, une boîte aux lettres anonyme ou une boîte à suggestions, très simple à mettre en place, où tous les employés peuvent faire leurs remarques, critiques et suggestions, dont pourra tenir compte le manager.
Le manager peut aussi être formé à être attentif à tout changement d'attitude ou de comportement d'un collaborateur, il pratique une écoute active et favorise les discussions de groupe lors des pauses par exemple, afin de donner l'occasion aux collaborateurs d'extérioriser les éventuelles incompréhensions et les petites tensions. Ainsi évacuées rapidement, ces dernières ne vont pas s'accumuler et constituer des conflits larvés qui se manifesteront tôt ou tard de manière violente.
la dernière solution est de Définir clairement les règles à l’avance :
Par exemple, dans la direction par objectif, on considère souvent que l’objectif doit être « SMART »
En définissant ces règles, on évite les incertitudes, les questionnements et donc les doutes qui peuvent être à la base des tensions qui vont se transformer en conflits.

#### Le modèle de résolution des conflits (THOMAS et KILMANN)
Kenneth W. THOMAS et Ralph H. KILMANN ont développé un modèle pour analyser les stratégies possibles de résolution en 1974.
Pour eux, le comportement en situation de conflit prendrait deux dimensions :
- Tendance à satisfaire ses propres besoins ;
- Tendance à satisfaire les besoins des autres.

En 1992, K. W. THOMAS réactualise ce modèle et il décrit 5 stratégies de résolution de conflit :
- L’évitement : Pour l’ensemble des parties ou seulement l’une d’entre elles, le conflit est peu important donc ils décident de ne pas y prêter attention. Ils ne satisfont ni leurs propres exigences ni celles des autres. Cela reste indifférent à leurs yeux.
- L'accommodation : Une des parties est touchée plus que l’autre par le conflit, donc elle négocie en position de faiblesse. Cela se traduit par la satisfaction des intérêts d’autrui à défaut des siens. Selon cette approche, une partie croit (à tort ou à raison) qu’il est avantageux de laisser tomber ses prérogatives et de satisfaire celles d’autrui.
- Le compromis : Chaque partie cherche à trouver une solution en ayant conscience de ne pas satisfaire tous leurs besoins. Les intérêts de chacun ne seront que partiellement satisfaits car il existe un souci d’entente.
- La compétition : C’est une situation où l’une des parties domine et impose parfois une solution. C’est une attitude de force et d’autorité. Cela peut amener à un affrontement.
- La collaboration ou la résolution de problèmes : Les parties cherchent une solution qui correspondrait à tous. Aucune des parties ne veut être avantageuse. Il s’agit d’un effort concerté pour trouver une solution propre à satisfaire pleinement ses propres aspirations et celles de l’autre.

Les cinq attitudes de résolution de conflit peuvent être utiles, selon les circonstances.

### La méthode DESC
Cette méthode, fondée en 1970 par A. Sharon Bower et Gordon H. Bower et parue dans leur livre Asserting Yourself, nous montre les différentes démarches pour régler le plus clairement et efficacement possible les conflits. Cette méthode consiste à formuler les problèmes le plus clairement, objectivement et rationnellement possible que les salariés rencontrent avec leurs collègues.
La méthode DESC permet de développer une meilleure communication entre les employés. Pour que cette méthode fonctionne, il faut l’approbation unanime de l’ensemble de l’équipe. Elle permet, lors de faute d’un employé ou collaborateur, de pouvoir régler les conflits dans un climat apaisé et sans colère.
C’est le manager qui a la responsabilité de mettre en œuvre cette méthode, car c’est lui qui possède le pouvoir et le leadership pour le faire. Pour cela, le manager doit respecter 4 étapes de la méthode DESC, reprenant chacune l’initiale du nom de la méthode.
1re étape : D pour Décrire, le but de cette première étape est de présenter la situation conflictuelle aux parties le plus concrètement et observable possible. La description de ce conflit doit rester simple et sans exagération de la part des deux parties. Il faut donc, dans cette étape, faire la différence entre le fait qui est objectif et le jugement qui lui est subjectif. Dans cette méthode, seul le fait importe.
Cette étape doit aussi permettre de montrer les conséquences négatives et les risques que ce conflit peut générer.
2e étape : E pour exprimer les Émotions, les deux parties du conflit sont invitées à donner leur ressenti, leur sentiment face au conflit qui les oppose. Cette émotion porte sur le comportement de l’individu et non sur sa personne. Il faut ici distinguer l’action de la personne qui l’a faite.
3e étape : S pour spécifier des Solutions, cette étape consiste au fait que les deux parties proposent des solutions permettant d’aller vers la résolution du conflit. Celles-ci doivent être réalistes, claires et surtout réalisables.
4e étape : C pour Conséquences et Conclusions, le but de cette étape est de montrer les conséquences négatives que le conflit pourrait avoir s’il perdurait et donc que les parties ont tout intérêt à suivre les solutions qu’elles ont proposées dans l’étape précédente. Cette étape doit aussi permettre aux parties opposées d’avoir une réflexion sur les possibles mesures à prendre pour éviter dans l’avenir que de semblables conflits puissent avoir lieu.
La méthode DESC a connu des aménagements selon les contextes ; tels que la méthode DECT (Décrire, Expliquer, Conséquences, Traitement) utilisée en service après-vente. Cette méthode aura inspiré également la norme ISO 10002-2001.

### La méthode Harvard
La méthode Harvard, qui a fait l'objet d'une publication par Roger Fischer et William Ury en 1981, repose sur un projet de l’université Harvard. Elle distingue avant sa mise en application deux types de négociations :
- La négociation dite raisonnée ou sur le « fond », qui, comme son nom l’indique, repose sur le contenu de la négociation. Elle va s’attacher à comprendre le besoin de chacun pour trouver la solution qui semble avantager les deux parties.
- La négociation sur les positions ou négociation traditionnelle, cette négociation ne cherche pas à satisfaire les deux parties du mieux possible mais va être au milieu des positions des deux parties (on coupe la poire en deux).

Selon ces deux auteurs, une discussion centrée seulement sur les positions ne permet pas à la négociation d’aboutir à un accord équitable pour les parties impliquées dans ce conflit. Le but de cette méthode est de trouver une solution qui avantage au mieux les deux parties et non pas de trouver un compromis. Le principe de cette méthode est la négociation directe entre les parties, sans besoin obligatoire de passer par un médiateur.
Pour ce faire, cette méthode a plusieurs prérequis :
- Dissocier la personne de l’enjeu, c’est-à-dire que les parties du conflit doivent se voir comme des partenaires de résolution du conflit et non comme des adversaires. Ce climat de partenaires permettra de favoriser les échanges. Le but de cette étape est aussi de comprendre le point de vue de l’autre personne.
- Concentrer la négociation sur les intérêts en jeu et non sur la position de l’autre. Les intérêts des personnes peuvent être communs alors que les positions, elles, sont contradictoires. Le but est, dans cette étape, de rechercher les véritables intérêts de chacun et de voir les attentes de chaque partie. Cela permet de leur faire voir qu’elles ont des intérêts plus proches qu’elles ne le pensaient.
- Imaginer des solutions permettant de résoudre ce conflit en offrant un bénéfice mutuel, ici, on cherche une solution gagnant-gagnant. Toutes les solutions possibles doivent être discutées, il ne doit y avoir aucune forme de restriction des solutions.
- Le résultat de la négociation doit reposer sur des critères objectifs validés par les deux parties.

Cette méthode a pour but de trouver la meilleure solution pour les parties. Pour cela, chaque partie doit savoir ce que souhaite l’autre. Elle va plus loin en voulant aussi une réconciliation sur le plan interpersonnel, entre les individus opposés lors du conflit.
L’élément essentiel de cette méthode est qu’aucune des parties opposées lors du conflit ne doit quitter la négociation et se réfugier dans la vexation et dans la frustration. De plus, aucune des parties ne doit pouvoir exercer une pression sur la partie adverse pour accélérer la gestion et la résolution de ce conflit. Si l’une des parties ne respecte pas ces règles, la méthode de Roger Fisher et William Ury prévoit des interruptions dans la négociation pour la résolution de ce conflit et ne pourra reprendre que quand toutes les parties seront pleinement disposées à avoir un dialogue constructif en vue de résoudre le conflit.
La méthode Harvard part du principe que, concernant les informations, celles-ci doivent être portées à la connaissance de tous et dans les moindres détails, sans qu’une partie ne cache la vérité pour avoir un accord plus avantageux pour elle.
De plus, si les parties du conflit n’arrivent pas à se mettre seules d’accord, la méthode Harvard prévoit, si besoin, l’intervention d’une tierce personne étrangère au conflit. Ce médiateur aura comme seul rôle de recentrer les débats sur les objectifs de la résolution du conflit ainsi que sur la seule affaire elle-même.

### Autres méthodes
Les rapports de force, la soumission, la fuite, la stratégie - le principal étant que le conflit s'arrête - quitte à ce qu'il reprenne plus tard, mais qu'il s'arrête au moins un temps significatif. Voici une liste de manières, par ordre alphabétique :
- L'Aïkido Verbal : L'aïkido verbal, une technique pour vous défendre des attaques verbales. Il se base sur le principe selon lequel dans les situations de conflit, nous recherchons la neutralisation de l’adversaire en évitant de lui faire du mal.
- L'application d'une règle tacite ou explicite (loi, règlement, convention, traité…) à laquelle les parties adhèrent.
- La conciliation : désigne l'arrangement amiable auquel parviennent des personnes en conflit, au besoin avec l'aide d'un tiers. Il s'agit d'un mode alternatif, rapide et gratuit de règlement des litiges dont la nature ne nécessite pas l'engagement d'une procédure judiciaire.
- Le contentieux : est l'adjectif tiré du langage administratif, caractérisant une procédure destinée à faire juger un litige entre un usager d'un service public et l'État.
- La domination : Action de dominer, d'exercer son autorité ou son influence sur le plan politique, moral, etc.
- Le duel : Combat singulier entre deux adversaires, dont l'un a demandé à l'autre réparation d'une offense par les armes, qui sont assistés chacun de deux témoins : Se battre en duel.
- La guerre : La guerre se définit comme un état de conflit armé entre plusieurs groupes politiques constitués, comme des États.... Ainsi, la guerre est définie comme un acte de politique étrangère ou défensif de dernier recours après d'ultimes négociations de diplomatie.
- La facilitation : Action de faciliter
- La médiation : est un mode de résolution amiable d'un litige, facilité par le recours à une tierce personne, appelée médiateur. Par ce processus, les parties tentent par elles-mêmes et volontairement de trouver une solution à leur litige avec l'aide d'un médiateur.
- La négociation : est un processus de communication et d'échanges entre au moins deux parties dont l'objet concerne l'organisation d'une relation ou le règlement d'une problématique entre celles-ci. La négociation est un processus que l'on retrouve dans tous les rapports sociaux.
- La réconciliation : Action de réconcilier ; le fait de se réconcilier.